# Peronospora tabacina
La Peronospora tabacina è una varietà di Peronospora hyoscyami.
È l'agente causale della muffa blu del tabacco. I sintomi sono decolorazione della pagine superiore delle foglie e comparsa di muffa grigio bluastra sulla pagina inferiore. È molto dannosa in semenzaio ma colpisce anche in pieno campo.
Sverna come oospora o come micelio nei residui dell'ospite.